# Laetabundus
Laetabundus är en sekvens för julen. Den är skriven i Frankrike på 1100-talet och tillskrivs Bernhard av Clairvaux. 
Första versen lyder:
Gläd dig i Herren,

du hans folk,

brist ut i jubel:

Halleluja!